# David-François Munier

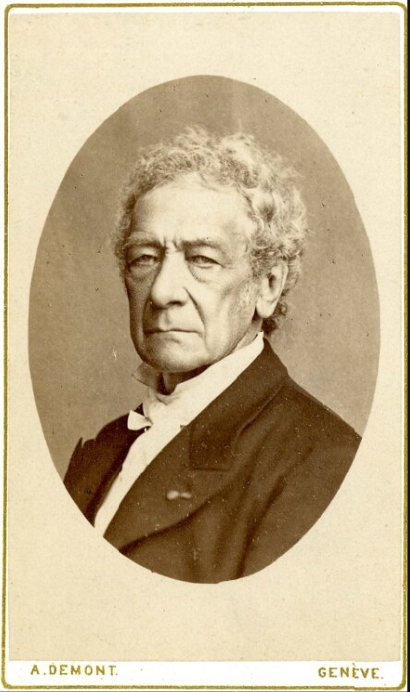
Undatiertes Foto von Munier aus den Sammlungen der Bibliothek von Genf.

David-François Munier (* 12. Januar 1798 in Genf; † 19. Oktober 1872 in Cologny, heimatberechtigt in Genf) war ein Schweizer protestantischer Pastor, Hochschullehrer und Politiker.

## Leben

### Familie

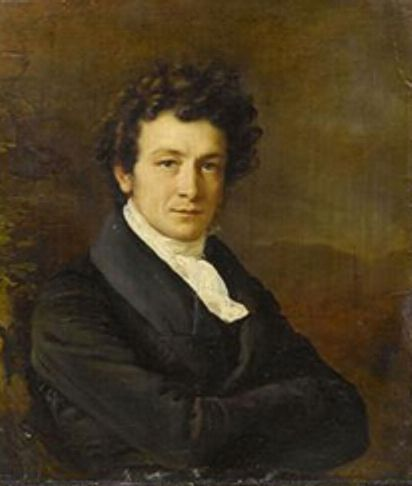
David-François Munier (porträtiert um 1825 von seiner Ehefrau)

David-François Munier war der Sohn des Kaufmanns Louis Munier und dessen Ehefrau Jeanne (geb. Mégevand). Seine Schwester Marthe-Adélaïde Munier war mit dem Musikwissenschaftler Antoine-Elisée Cherbuliez verheiratet.
Er heiratete am 3. Juli 1821 die Porträtmalerin Amélie Munier-Romilly; von ihren Kindern ist namentlich bekannt:
- Susanne Firmine Munier (* 27. Juni 1822 in Genf; † 6. Februar 1888), verheiratet mit dem Politiker Arthur Chenevière (1822–1908)[3], Sohn des Geistlichen Jean-Jacques-Caton Chenevière.

Seine Enkelkinder waren unter anderem:
- Amélie Chenevière (* 9. September 1846 in Genf; † 17. April 1889 ebenda), verheiratet mit dem amerikanischen Börsenmakler und Bankier James T. Bates;
- Alfred Maurice Chenevière (* 5. Januar 1848 in Genf; † 20. November 1926 ebenda) verheiratet mit Marguerite Emma (* 27. Februar 1856 in Genf; † 16. Januar 1927 in Cologny), Tochter des Politikers David-Marc Paccard (1794–1863)[4];
- Adolphe Chenevière (* 30. Januar 1855 in Genf; † 7. Juli 1917 in Collonge-Bellerive), Schriftsteller.

Zu seinen Urenkeln gehörte:
- Jacques Chenevière (* 17. April 1886 in Paris; † 22. April 1976 in Bellevue GE), der wie sein Vater Adolphe als Dichter, Librettist und Romancier reüssierte und zugleich über sechzig Jahre lang als humanitärer Spitzenfunktionär beim Internationalen Komitee vom Roten Kreuz (IKRK) wirkte.[5]

### Werdegang
David-François Munier begann 1815 ein Theologiestudium an der Académie de Genève und beendete dieses 1819 mit seiner Dissertation De evangelio primitivo theses criticae; im gleichen Jahr erfolgte auch seine Ordination.
Von 1819 bis 1822 war er Vikar im französischen Le Havre, bevor er 1822 Gefängnisseelsorger in Genf wurde. Von 1825 bis 1831 war er Pfarrer in Chêne-Bougeries und von 1846 bis 1852 in Genf.
Am 23. Juni 1826 wurde er Honorarprofessor für Exegese des Neuen Testaments an der Académie de Genève, bevor er von 1835 bis zu seinem Tod ordentlicher Professor für Hebräisch und Exegese des Alten Testaments an der Akademie wurde; in dieser Zeit war er von 1832 bis 1872 viermal Rektor.

### Geistliches, berufliches und gesellschaftliches Wirken
David-François Munier war ein Verfechter der Genfer Nationalkirche gegen den Separatismus. Er stand dem Gedankengut des Physikers und Politikers Auguste Arthur de la Rive, der die Seele des konservativen Widerstands gegen den Radikalismus war, nahe und lehnte die Revolutionen von 1841 und 1846 ab (siehe auch Geschichte des Kantons Genf).
Von 1831 bis 1838 war er Redakteur der liberalen Zeitung Le Protestant de Genève, die in Opposition zum Genfer Réveil stand; darauf war er in der Zeit von 1838 bis 1866 achtmal Moderator der Compagnie des pasteurs.
Er war einflussreich und trug viel zur Modernisierung der Genfer Akademie bei.
Von 1846 bis 1872 amtierte er als Präsident des Vereins der Protestanten in der Diaspora (Société genevoise en faveur des Protestants Disséminés), den er am 1. August 1843 gegründet hatte, nachdem sich bei ihm zu Hause eine Gruppe von Pastoren und Laien getroffen hatte, um einen Bericht über die schwierige Situation der Protestanten in Südfrankreich zu hören. Der Zweck des Vereins war die Hilfe der Protestanten in Frankreich, dieser wurde jedoch bis heute auf den Rest Europas und Afrikas ausgeweitet.
Er übte von 1854 bis 1872 das Amt des Vizepräsidenten des Genfer Musikkonservatorium aus und stand, als Freund der Künste, Alphonse de Lamartine nahe.
In der Reformierten Kirche Chêne-Bougeries liess er die erste Orgel installieren.

## Ehrungen und Auszeichnungen
- David-François Munier wurde 1865 zum Ritter der Ehrenlegion ernannt.
- In Cologny ist die Strasse Chemin David-Munier ihm zu Ehren benannt.[11]

## Schriften (Auswahl)
- De evangelio primitivo theses criticae. Genevae: Bonnant, 1819.
- Exposé historique des discussions élevées entre la compagnie des pasteurs de Genève et M. Gaussen, l’un de ses membres à l’occasion d’un point de Discipline ecclésiastique. Genève: Cherbuliez, 1831.
- Sermon (sur 1 Tim. 6/20): prononcé le jour du jubilé 23 août 1835. Genève, 1835.
- Le Nouveau Testament de notre seigneur Jésus Christ. Valence: M. Aurel, 1835.
- Rapport sur l’instruction publique de Genève lu le 20 juin 1836 à la cérémonie des Promotions. Genève: Lador et Ramboz, 1836.
- La tâche de la femme chrétienne. Genève: Lador et Ramboz, 1836.
- Discours prononcé en Conseil d’État, au nom de la Compagnie des pasteurs, le 7 janvier 1842. Genève: Impr. de C. Gruaz, 1842.
- Conférences sur la divinité du christianisme, prêchés dans l’hiver de 1853–1854. Genf & Paris 1855.
- Vos variations et nos perplexités à l’occasion de l’Alliance évangélique à Genève. Genève: Impr. Ramboz et Schuchardt, 1861.